# Nécropole nationale de Villiers-Saint-Georges
La nécropole nationale de Villiers-Saint-Georges est un cimetière militaire français de la Première Guerre mondiale, situé sur le territoire de la commune de Villiers-Saint-Georges, dans le département de Seine-et-Marne.

## Historique
Le cimetière militaire de Villiers-Saint-Georges a été créé en 1918, pour ensevelir les corps de soldats français tombés au cours de la bataille de la Marne, il s'agit d'un cimetière de regroupement où sont inhumé les corps des soldats dont les corps ont été exhumés dans les environs entre 1918 et 1922. En 1922, on y a inhumé des corps de soldats tombés au cours de la seconde bataille de la Marne, de 1918 et ceux tombés au cours de la bataille de Deux-Morins en septembre 1914.

## Caractéristiques
Cette petite nécropole de 0,11 ha abrite 59 dépouilles de soldats français, 52 en tombes individuelles et 9 en ossuaire. On trouve en outre la sépulture d'un soldat inconnu et d'un soldat tchèque. Un monument aux morts de la guerre 1914-1918 a été érigé dans le cimetière. 